# Wasserturm Norderney

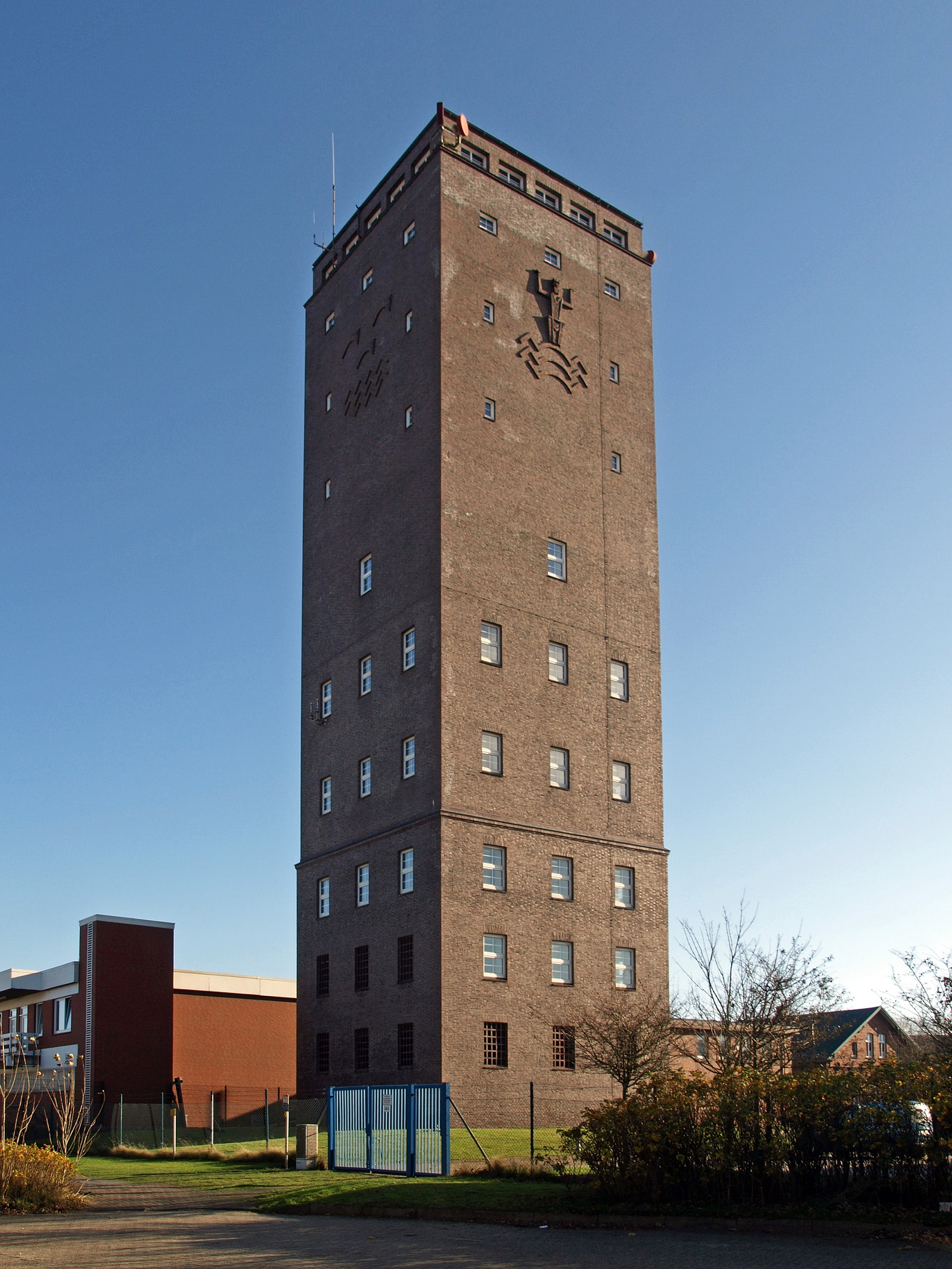
Wasserturm an der Jann-Berghaus-Straße

Der Wasserturm Norderney ist ein in Funktion und unter Denkmalschutz stehendes Gebäude sowie Tagessichtzeichen auf der Ostfriesischen Insel Norderney in Niedersachsen, das als Trinkwasserreservoir und Druckausgleichsbehälter dient. Über Tief- und Flachbrunnen in der Inselmitte wird das Wasser aus der darunter befindlichen Süßwasserlinse entnommen, gereinigt, gefiltert und in im Wasserturm gespeichert.

## Lage

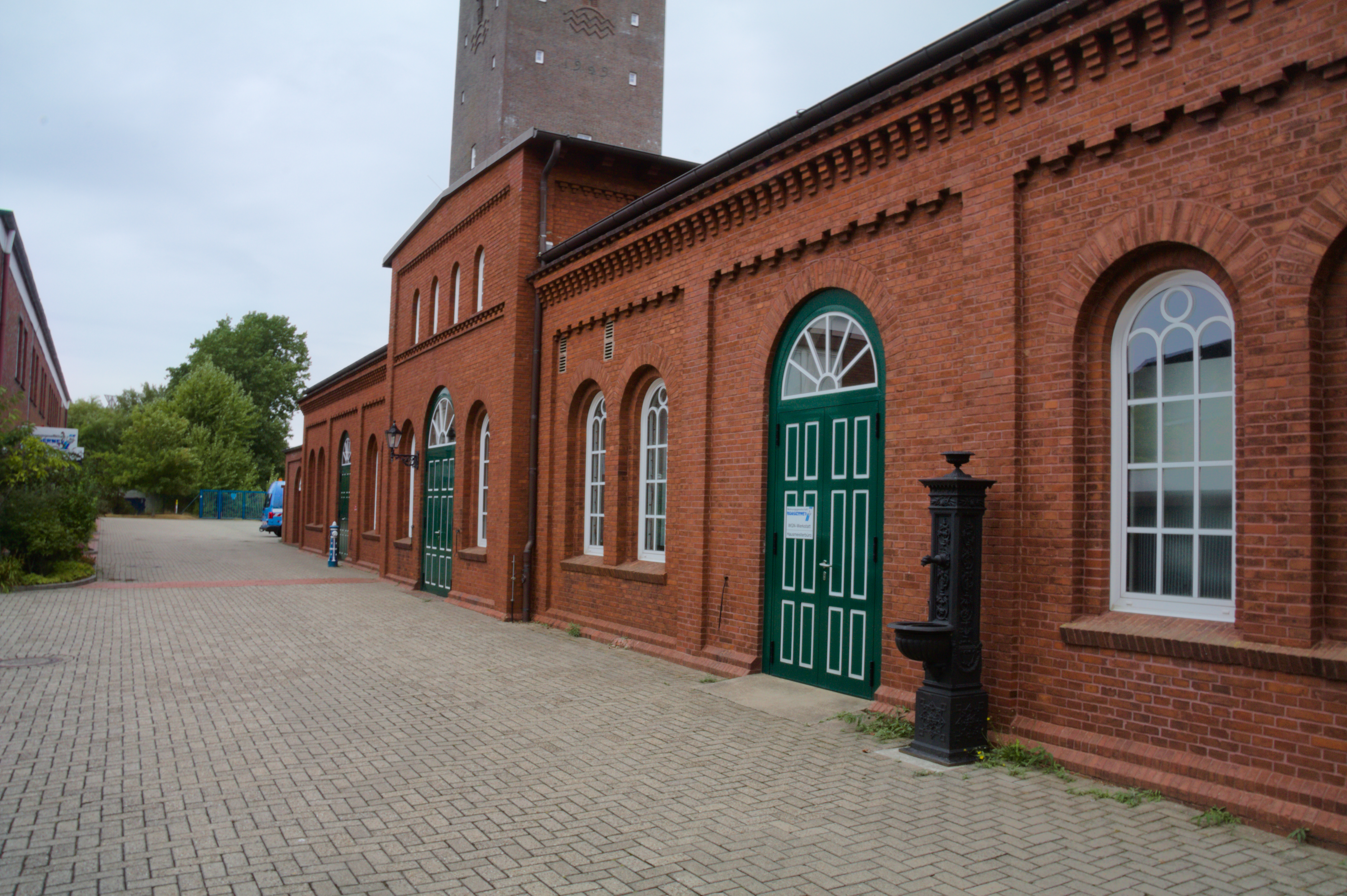
Maschinenhaus des Wasserwerks

Der 46,2 m hohe Wasserturm befindet sich im östlichen Stadtbereich auf dem Betriebsgelände der Stadtwerke Norderney an der Jann-Berghaus-Straße. Er bildet dort mit dem Maschinenhaus, der Pumpstation und dem Maschinistenwohnhaus eine Denkmalgruppe.

## Objektbeschreibung
Der Wasserturm wurde 1929 fertiggestellt und beinhaltet einen Hochbehälter mit einem Fassungsvermögen von 500.000 Litern Trinkwasser unterhalb der Aussichtsetage. Der Hochbehälter ist 8,80 Meter breit und 8,56 Meter hoch. Sein Boden befindet sich in 25,7 m ü. NN. Der Wasserturm sollte zunächst auf der Georgsdüne errichtet werden, wurde dann aber auf Initiative des damaligen Betriebsinspektors Ludwig Meyer beim Pumpenhaus erbaut. Für den Entwurf des Wasserturms war Oberregierungs- und Baurat Eggerling in Aurich verantwortlich, wobei der Entwurf sich am Turm der Kirche in Marienhafe orientierte. Ausgeführt wurde der Bau von dem Norderneyer Bauunternehmen Pieper & Dirks als Subunternehmer der Bremer Niederlassung der Windschild & Langelott AG. Die Erdarbeiten wurden am 3. April 1929 begonnen, am 1. Oktober 1929 wurde das Richtfest gefeiert und Anfang April 1930 erfolgte die Inbetriebnahme. Am 18. Februar 1930 wurde erstmals Trinkwasser aus dem Turm in die städtische Wasserversorgung geleitet. Der viereckige Ziegelbau mit einer quadratischen Grundfläche von elf Metern Seitenlänge ist nach dem Leuchtturm das zweithöchste Gebäude der Insel Norderney sowie der höchste künstliche Punkt in der Stadt. Der Tank dient als Trinkwasserreservoir und Druckausgleichsbehälter. Er erzeugt genügend Druck, um die Wasserversorgung auch in höher gelegenen Häusern und Hotels der Insel sicherzustellen. Vor der Fertigstellung des Wasserturms wurde das aus der Süßwasserblase unter der Insel gepumpte Wasser in einem Behälter in der trapezförmigen Georgsdüne (Georgshöhe) gesammelt. Der Wasserbehälter hatte ein Fassungsvermögen von 385.000 Litern.

## Geschichte
Als Vorgängerbau diente ein Belüftungsturm auf der Kapdüne, der zwischen 1888 und 1930 das Stadtbild prägte. Die Fassade des Wasserturms ist zu jeder Seite mit Klinkerornamentik verziert, die aus dem Mauerwerk hervorsteht. Auf der Nordseite sind aus dem Wasser springende Fische zu sehen, auf der Ostseite Seevögel über Wasser, auf der Südseite das Norderneyer Kap mit der auf Kupfer bestehenden Zahl 1929 als Baujahr des Wasserturms sowie auf der Westseite ein Neptun oder Poseidon, der aus dem Wasser empor steigt.
Norderney besitzt einen natürlichen Süßwasserspeicher im Sediment unter der Erdoberfläche. Diese Wasserblase wird durch natürliche Niederschläge gespeist. Mit Tiefbrunnen östlich der Kapdüne, im Rupertsberger Wald, im Blautal und weiter östlich in der Inselmitte wird das Wasser entnommen, gereinigt, gefiltert und im Wasserturm gespeichert.

## Sonstiges
205 Stufen führen zum obersten Punkt des Wasserturms hinauf. Das Gebäude ist für die Öffentlichkeit nicht zugänglich, da sich im unteren Bereich eine in Betrieb befindliche Wassergewinnungsanlage der Stadtwerke Norderney befindet.
Auf dem Wasserturm ist eine Webcam installiert. Seit den letzten Sanierungsarbeiten in den Jahren 2009 und 2010 wird der Wasserturm bei Dunkelheit mit LED-Licht in wechselnden Farben beleuchtet. Zwischen April und Oktober werden Besichtigungstouren zur Aussichtsplattform oberhalb des Wasserbehälters angeboten.
Vom Wasserturm bietet sich ein Blick über die Stadt Norderney. Neben dem Leuchtturm Norderney sind die Leuchttürme auf Borkum und Wangerooge zu sehen. Darüber hinaus ist der Schein des rund 71 Kilometer entfernten Leuchtturms auf Helgoland in der Nacht auszumachen.

## Bilder

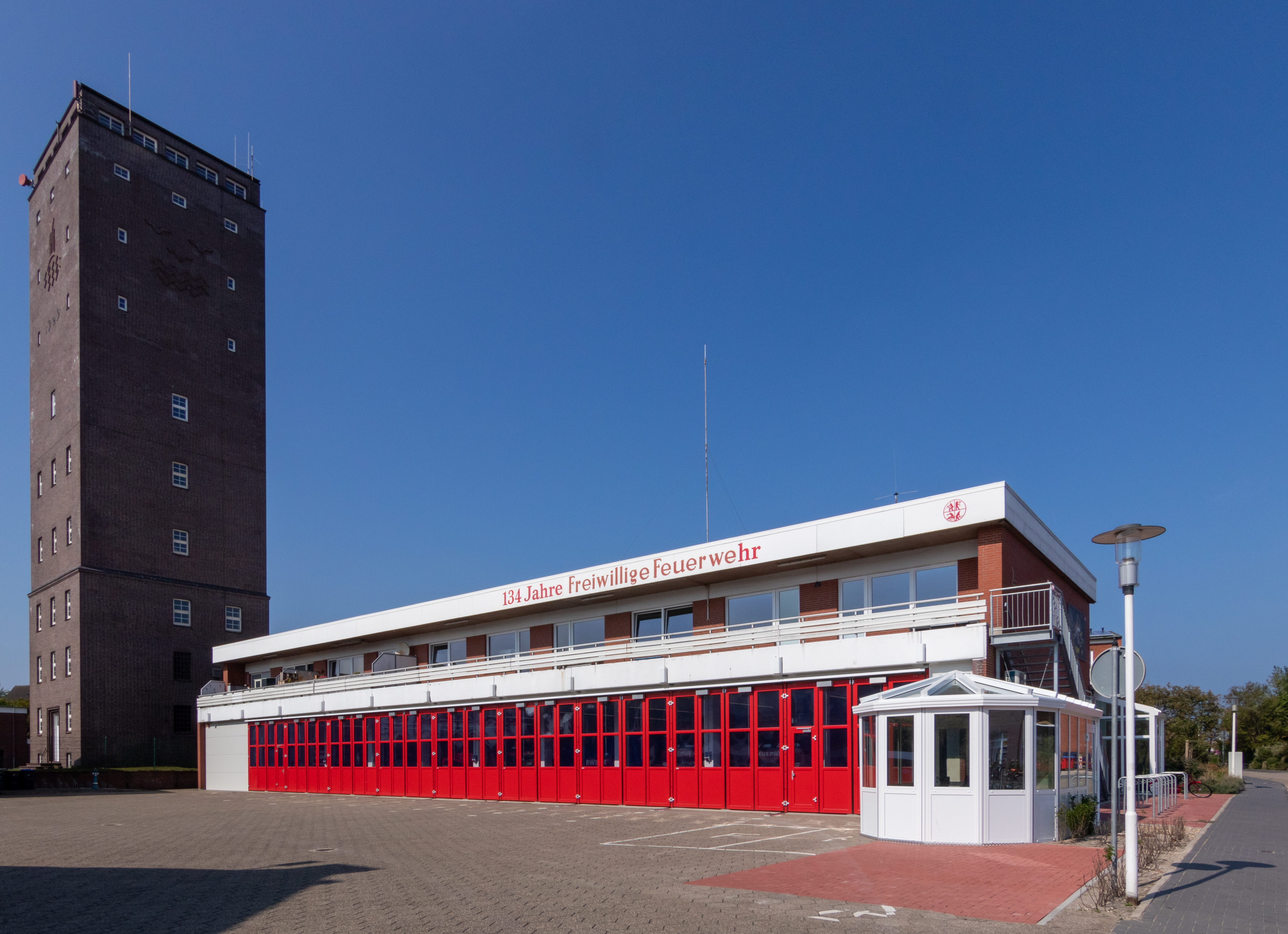
Wasserturm mit dem Gebäude der Freiwilligen Feuerwehr
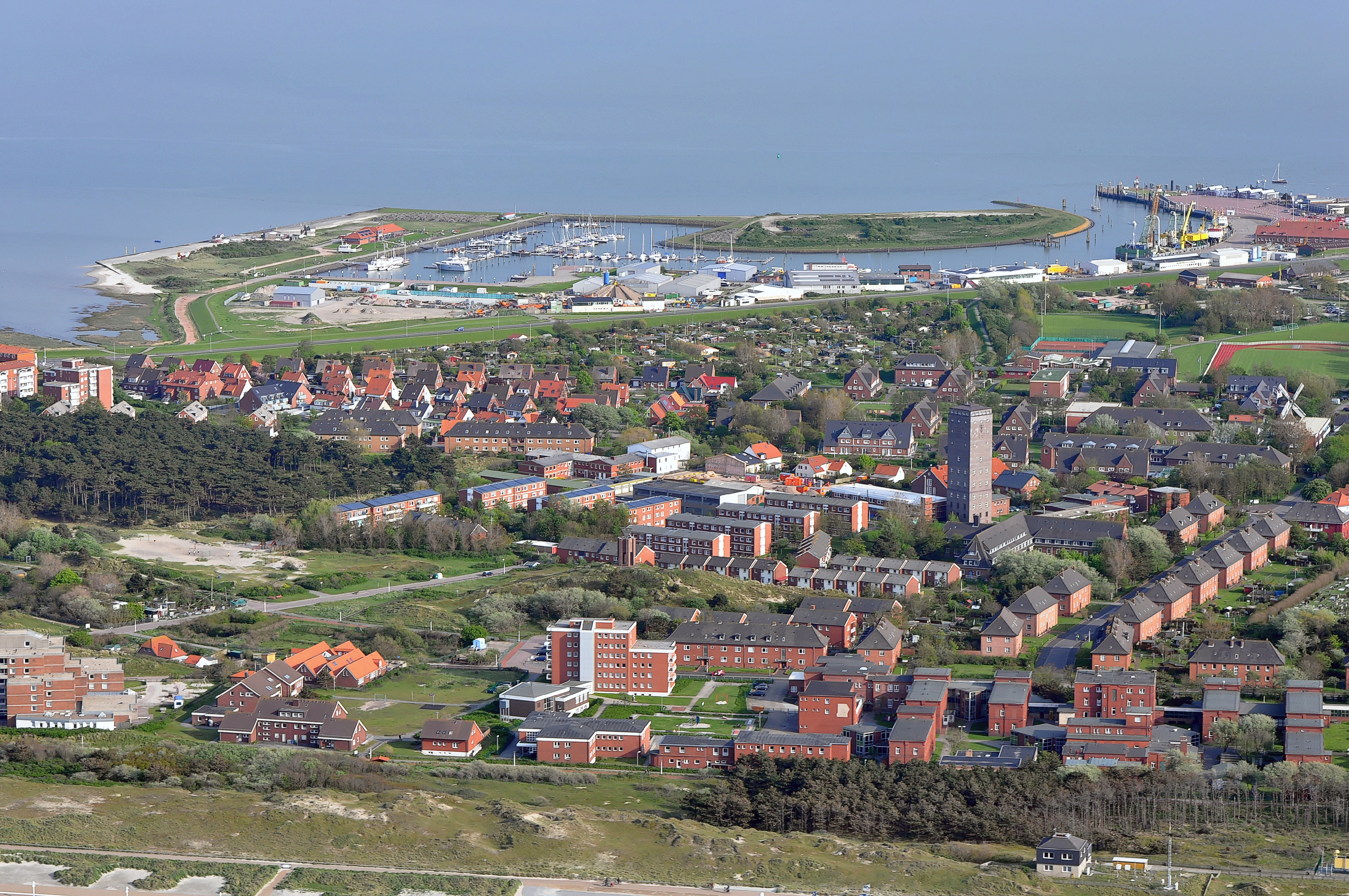
Luftbild des Turms mit angrenzender Bebauung